# Jens Kristian Hansen
Jens Kristian Hansen (* 3. September 1971) ist ein ehemaliger färöischer Fußball- und Nationalspieler.

## Karriere

### Verein
Hansen begann seine Karriere bei B36 Tórshavn und gab sein Debüt in der ersten Runde des Landespokals beim 3:0-Auswärtssieg gegen EB Eiði. In der ersten Liga spielte er am ersten Spieltag gegen SÍF Sandavágur und gewann mit seiner Mannschaft auswärts mit 4:2. Sein erstes Tor erzielte Hansen am zwölften Spieltag bei der 1:2-Heimniederlage gegen TB Tvøroyri zur zwischenzeitlichen Führung. Im Jahr darauf siegte er im Pokalfinale mit 1:0 gegen HB Tórshavn. 1994/95 spielte Hansen kurzzeitig für den dänischen Drittligisten Randers Freja, danach kehrte er zu B36 zurück und gewann 1997 seine erste Meisterschaft an der Seite von  Jákup á Borg, Tummas Eli Hansen, Óli Johannesen, Julian Johnsson und John Petersen. 1999 stand er erneut im Pokalfinale, welches mit 1:3 gegen KÍ Klaksvík verloren wurde. Nach der Saison lief er für vier Monate für den schottischen Zweitligisten Ayr United auf und kehrte danach erneut zu B36 zurück, mit denen er 2001 den zweiten Meistertitel an der Seite von Egil á Bø, Jákup á Borg, Heðin á Lakjuni, John Petersen und Pól Thorsteinsson gewann. 2003 siegte er mit B36 mit 3:1 im Pokalfinale gegen GÍ Gøta, das Jahr darauf war sein letztes für die erste Mannschaft. Seit 2009 war er bis auf ein Jahr Unterbrechung weiterhin für die zweite Mannschaft aktiv, nach der Saison 2014 beendete er seine Karriere.

#### Europapokal
Hansen kommt auf 14 Einsätze im Europapokal. Sein Debüt gab er 1992/93 in der Vorrunde des Europapokals der Pokalsieger für B36 Tórshavn im Auswärtsspiel gegen Avenir Beggen, welches auswärts mit 0:1 verloren wurde. Nach dem 1:1 im Rückspiel schied er mit seiner Mannschaft aus. Als Meister spielte B36 1998/99 in der Champions League gegen Beitar Jerusalem und schied mit 1:4 und 0:1 aus. Seine letzten beiden Spiele bestritt er 2004/05 in der 1. Qualifikationsrunde des UEFA-Pokals gegen FK Liepājas Metalurgs, B36 schied hierbei nach einem 1:3 und 1:8 aus.

### Nationalmannschaft
Sein Debüt für die Nationalmannschaft gab er gemeinsam mit Henning Jarnskor am 7. September 1994 im Qualifikationsspiel zur EM 1996 gegen Griechenland, welches in Toftir mit 1:5 verloren wurde. Hansen erzielte insgesamt drei Tore für seine Mannschaft, das erste davon war der Führungstreffer beim 3:0 am 25. Mai 1995 gegen San Marino ebenfalls in Toftir in derselben Qualifikationsrunde. Sein letztes Spiel bestritt er am 16. Oktober 2002 bei der 1:2-Niederlage gegen Deutschland in Hannover. Die knappe Niederlage und die Tatsache, dass die Färöer-Inseln ein Tor gegen Deutschland schießen konnten, wurde im Land als großer Erfolg gewertet.

### Erfolge
- 2× Färöischer Meister: 1997, 2001
- 2× Färöischer Pokalsieger: 1991, 2003